# Antoniów (województwo podkarpackie)
Antoniów – wieś w Polsce, położona w województwie podkarpackim, w powiecie stalowowolskim, w gminie Radomyśl nad Sanem.
| SIMC    | Nazwa            | Rodzaj    |
| ------- | ---------------- | --------- |
| 0804655 | Brzeźnik         | część wsi |
| 0804661 | Siajówka         | część wsi |
| 0804678 | Wola Antoniowska | część wsi |
| 0804684 | Za Górą          | część wsi |

Powstała w początku XVIII wieku. W 1747 r. sprowadzili się tu pierwsi Żydzi. W 1868 r. liczyła 202 mieszkańców z czego 90 Żydów. Przypuszczalnie w XIX wieku powstała synagoga. W 1900 r. wieś liczyła 933 mieszkańców z czego 90 Żydów, a w 1921 r. 918 mieszkańców z czego 77 Żydów. W 1941 i 1942 r. Niemcy rozstrzelali tu 31 Żydów, zaś pozostałych przy życiu deportowali do Zaklikowa
Do 1935 roku istniała gmina Antoniów. W latach 1954–1972 wieś należała i była siedzibą władz gromady Antoniów. W latach 1975–1998 miejscowość administracyjnie należała do województwa tarnobrzeskiego.